# Sosibia flavomarginata
Sosibia flavomarginata är en insektsart som beskrevs av Chen, S.C. och Yun He He 2008. Sosibia flavomarginata ingår i släktet Sosibia och familjen Diapheromeridae. Inga underarter finns listade i Catalogue of Life.